# Étymologie de Moldavie

Moldavie (en roumain : Moldova) est le nom d'une principauté médiévale qui rassemblait des territoires partagés actuellement entre le nord-est de la Roumanie, la république de Moldavie et l'Ukraine (Bucovine septentrionale ou oblast de Tchernivtsi en Ukraine occidentale, partie sud-ouest entre Dniestr et Danube de l'oblast d'Odessa en Ukraine méridionale).

## Origines
On rapproche le nom de la principauté de celui de sa première capitale : Moldvàr ou Târgul Moldovei (aujourd'hui Baia, dans le județ de Suceava) sise sur les rives de la Moldova. Nommer une ville d'après le nom de la rivière qui la traverse est assez fréquent dans les territoires habités par les Roumains : Târgu Jiu, Cetatea Dâmboviței (aujourd'hui Bucarest), Târgu Mureș, Târgul Siretului, Curtea de Argeș, etc.
Les historiens, à commencer par Bogdan Petriceicu Hasdeu, relient le nom de la rivière Moldova au mot vieux-allemand Mulde signifiant « mine », « creux » : c'est aussi le sens de Baia en roumain, et justement sous Dragoș de Moldavie, des mineurs saxons exploitaient là des carrières. Ce ne serait pas la seule rivière à avoir son nom issu de la même origine (il y a une rivière Mulda en Saxe, et on a aussi rapproché la forme allemande du nom, Moldau, de la rivière Vltava en République tchèque : tous ces mots dériveraient du mot gotique Mulda, qui signifiait « brume » ou « lieu humide ») ; par ailleurs sa signification se retrouve aussi dans le nom de la rivière Prahova qui en slave désigne également la « brume ».
Durant la période ottomane, le pays est nommé par les Turcs "pays de Bogdan", en référence au premier voivoide de Moldavie. Il est également fait mention de la Wallachie Noire, en turc Kara Eflak

## Mythes
Une légende dit que c'est le voïvode Dragoș qui donna le nom au pays lors d'une chasse à l'aurochs. Selon ce mythe fondateur, après la chasse, sa chienne Molda, épuisée, se noya dans une rivière, que Dragoș nomma Moldova en souvenir de son animal. 
Certains articles (dictionnaire étymologique P.U.F.) ont proposé que le mot soit un dérivé de Molid ou Molift (« épicéa » en roumain), mais la disparition du « i » est contraire aux règles de la phonétique et de l'évolution de la langue roumaine.

## Politique
Le nom est entré à partir du XIVe siècle dans les langues européennes sous les formes de Moldavie, Moldau (allem.), Boğdanye (turc), Moldaviya (russe Молдавия) ou Moldavia (angl., espag., ital.). À l'époque de l'URSS le nom de la république moldave était respectivement RSS moldave (Молдавская С.С.Р.), Moldauische SSR ou Moldavian SSR.
Lors de l'indépendance de la République moldave, en août 1991, le Parlement, alors à forte majorité pro-roumaine, utilisa à l'international le nom historique de Moldavie, Moldau, Молдавия ou Moldavia. À partir de 1992, alors que le parlement prit une couleur de plus en plus pro-russe (minorité de blocage ou majorité),,, le pays introduisit à l'international des néologismes officiels pour s'auto-désigner en se distanciant de l'ancienne principauté et de la Moldavie occidentale restée roumaine : Moldawien en allemand, et pour les autres langues, le nom roumain de Moldova ou Молдова tel quel (c'est pourquoi la circulaire Juppé admet en français les deux noms de « République de Moldavie » selon l'Académie française, ou « République de Moldova » selon le ministère des Affaires étrangères.